# Sozialstrukturanalyse
Sozialstrukturanalyse ist die empirisch-sozialwissenschaftliche Analyse der Sozialstruktur von Gesellschaften. Wichtige Themen sind der soziale Wandel, strukturierte soziale Ungleichheit, Lebensstilforschung, die Analyse sozialer Milieus sowie der Vergleich von Sozialstrukturen mehrerer Gesellschaften. Als Mittel der Erforschung werden qualitative und quantitative Methoden der empirischen Sozialforschung verwendet. Hinzu kommen Theoriegefüge zur Charakterisierung der einzelnen Strukturelemente. Eines ihrer wichtigsten Anwendungsgebiete ist die Politikberatung.

## Leitbegriffe
In der Soziologie werden sozialstrukturelle Leitbegriffe zur Aufschlüsselung einer Gesellschaft nach soziologischen Kriterien (beispielsweise Geschlechterrolle, Stand, Klasse, Schicht) und demografischen Kriterien verwendet (wie Alter, Geschlecht, höchster Ausbildungsstand, Einkommensgruppen, Einteilung Stadt-/Landbevölkerung).
Der deutsche Soziologe Georg Simmel hat 1908 in seinem Werk Soziologie die Bezeichnung „Sozialstruktur“ mit einer speziellen Bedeutung versehen. Beispielsweise gebraucht er im Exkurs über den Adel und in Zeitschriftenartikeln zur Soziologie der Familie und zur Soziologie der Konkurrenz die Bezeichnungen „soziologische Struktur“ oder „Struktur“, um die inneren Strukturmerkmale des jeweiligen Phänomens zu charakterisieren.
Der US-amerikanische Soziologe Robert Merton verfolgte 1949 in seinem Werk Social Theory and Social Structure ebenfalls einen eigenständigen Ansatz.
Im Folgenden werden unterschiedliche Leitbegriffe der Strukturierung vorgestellt. Zentrale Leitbegriffe sind hier die von Theodor Geiger und anderen in die Gesellschaftslehre eingeführten sozialen Schichten, die von Karl Marx analysierten Klassen, ethnologische Konzepte der Verwandtschaft und Heirat, die (indischen) Kasten oder die geschichtlichen Stände im Mittelalter.

### Soziale Schichtung
Soziale Schichtung oder Stratifikation ist ein Grundbegriff der Soziologie, manchmal auch Bestandteil makroökonomischer Betrachtungen. Der Schichtbegriff ist verhältnismäßig neu, verglichen mit dem Klassen- und Standesbegriff. Als Begründer der Schichtungssoziologie gilt Theodor Geiger, dieser entwickelte 1932 Ansätze des Schichtenbegriffs für die Sozialstrukturanalyse des Deutschen Reiches als eine Auseinandersetzung mit dem Klassenbegriff vor allem der Marxistischen Theorie.
Im letzten Jahrhundert wurden verschiedene Schichtenmodelle entwickelt, beispielsweise die „Nivellierte Mittelstandsgesellschaft“ von Helmut Schelsky (1953), das „Dahrendorfhäuschen“ nach Ralf Dahrendorf (1965) oder die „Bolte-Zwiebel“ nach Karl Martin Bolte (1967). Ein Schichtenmodell von Rainer Geißler (1967) ergänzt das Dahrendorfhäuschen mit horizontal einteilenden Schichtungsmerkmalen für spezielle Ausländer-Schichten.
Benutzt werden die hierarchischen Schichtenmodelle nicht nur, um Gesellschaften zu typologisieren und zu kategorisieren, sondern auch als Werkzeug, um komplexe Gesellschaften anhand einiger weniger Kriterien vereinfacht darzustellen und sie so untersuchen, vergleichen und erklären zu können. Die Forschung interessiert sich dabei insbesondere für die Beschreibung der (Macht-)Beziehungen zwischen den Schichten und ihren Angehörigen, für die Entstehung und Reproduktion dieser hierarchischen Strukturen, aber auch für ihre Veränderung (sozialer Wandel). Ebenfalls oft untersucht werden die Auswirkungen sozialer Schichtung auf die handelnden Akteure.

### Soziale Klassen

#### Definition nach Marx
Nach der ursprünglichen Definition von Claude Henri de Saint-Simon, die Karl Marx von ihm übernahm, sind „Klassen“ durch die Stellung der ihr Angehörigen im Produktionsprozess definiert. Er unterscheidet für jedes historische Produktionsverhältnis zwei alle anderen Klassen mit deren Spezialproblemen – mit deren „Nebenwidersprüchen“ – dominierende Klassen: die Nichtbesitzer und die Besitzer der vorwiegenden Produktionsmittel. Für die kapitalistische Produktionsweise sind das die Proletarier (auch Arbeiterklasse genannt) und Kapitalisten (auch Bourgeoisie genannt), in der antiken „Sklavenhaltergesellschaft“ aber beispielsweise sind dies die Sklaven und die Sklavenhalter.
Aus der Analyse der ökonomischen Verhältnisse wird deutlich, so Marx, dass die Mitglieder der kapitalistischen Gesellschaft, die rechtlich frei sind, jedoch einzig ihre Arbeitskraft zu verkaufen haben, kontradiktorisch andere Interessen haben müssen als diejenigen, die über Produktionsmittel verfügen und Arbeitskräfte einstellen. Die einen wollen beispielsweise ihre Arbeitskraft möglichst teuer verkaufen und möglichst wenig dafür tun, die anderen die Arbeitskraft billigst einkaufen und möglichst lange und intensiv schaffen lassen. In der Volkswirtschaftslehre ist dies als das „Mini-Max-Prinzip“ bekannt, wonach beide Seiten einander ebenfalls kontradiktorisch gegenüberstehen. Dieser grundsätzliche Antagonismus bestehe unabhängig von den Vorstellungen der Menschen über ihre eigene Lage.
Sobald Mitglieder einer Klasse die Gemeinsamkeit ihrer Interessen erkennen und danach zu handeln beginnen, spricht Marx von einem Übergang von der „Klasse an sich“ (also einer Klasse, die nur begrifflich durch die Stellung im Produktionsprozess gekennzeichnet ist) zur „Klasse für sich“, also zu einer Klasse, die sich ihrer selbst bewusst und willens wird, für ihre Interessen gemeinsam zu kämpfen (Klassenbewusstsein). Bewusst oder unbewusst befänden sich demnach die beiden analytisch bestimmbaren Klassen „Lohnarbeit“ und „Kapital“ in einem permanenten Streit, dem so genannten „Klassenkampf“.
Ab den 1940er Jahren nahmen Analysen zu, die mit Hilfe eines an Marx angelehnten „Klassen“-Konzeptes den Realsozialismus des damaligen Ostblocks kritisierten (siehe Milovan Djilas oder Rudi Dutschke).

#### Definition nach Weber
Der Begriff der sozialen Klasse wurde innerhalb der Soziologie von Max Weber differenziert und ausgeweitet. Er definierte „Klasse“ als die

„Typische Chance […], welche aus Maß und Art der Verfügungsgewalt (oder des Fehlens solcher) über Güter und Leistungsqualifikationen und aus der gegebenen Art ihrer Verwertbarkeit für die Erzielung von Einkommen und Einkünften innerhalb einer gegebenen Wirtschaftsordnung folgt.“

Weber unterscheidet drei Formen von Klassen:
- die Besitzklassen werden durch den Besitz bestimmt
- die Erwerbsklassen werden durch die Erwerbschancen bestimmt
- die sozialen Klassen werden durch ihre Chancen und Risiken des sozialen Auf- und Abstiegs bestimmt

#### Definition nach Dahrendorf
Nach Ralf Dahrendorf (1956) sind „Klassen“ nicht nur durch Besitz oder Nichtbesitz speziell von „Produktionsmitteln“, sondern schlechthin von Machtmitteln zu definieren. Damit sind oft sogar Gewaltmittel einbezogen. Obwohl Macht überall wirkt, führen bei Dahrendorf ihre Gegensätze (Antagonismen) doch nicht zu einem universalen Bürgerkrieg, da alle sozialen Akteure unterschiedliche soziale Rollen innehaben (siehe „homo sociologicus“) und in jeder Rolle in einem anderen Klassen-Antagonismus stehen können. Dies erklärt, warum sie sich ggf. nirgends 100-prozentig engagieren, und warum auch ihre Klassengegner innerhalb eines Machtverhältnisses (so im Betrieb) Antagonisten, innerhalb eines anderen (in der Kirchengemeinde oder Partei) dagegen ihre Machtverbündeten sind, was die Gewaltsamkeit und Intensität sozialer Konflikte mildert.

#### Definition nach Wright
Erik Wright unterteilt eine Gesellschaft in 12 Klassen und orientiert sich eng an dem marxschen Klassenbegriff. Es gibt ein älteres und ein jüngeres Klassenschema von Wright, hier soll nur die aktuelle Version (von 2005) erklärt werden. In diesem Schema gibt es eine Unterteilung in:
- Besitzer von Produktionsmitteln (Unternehmer), die Klassen 1–3 im Schema von Wright
- Nicht-Besitzer von Produktionsmitteln (Arbeitnehmer), die Klassen 4–12

Die Klassen 1–3 (bourgeoisie, small employers, petty bourgeoisie) dienen dazu, die Unternehmer (Besitzer von Produktionsmitteln) einzuteilen, hierbei gilt:
- Bourgeoisie: Unternehmer, die typischerweise mehr als 10 Mitarbeiter beschäftigen, sie besitzen ausreichend Kapital um Arbeiter einzustellen, sie selber müssen hierbei nicht arbeiten
- Small employers: Kleinunternehmer haben typischerweise weniger als 10 Mitarbeiter, können es sich leisten, Mitarbeiter einzustellen, müssen jedoch selber mitarbeiten
- Petty Bourgeoisie: Kleinbürgertum, sind eigenständige Unternehmer, die genügend Kapital besitzen, um ein eigenes Unternehmen zu gründen, es sich jedoch nicht leisten können, Mitarbeiter einzustellen, und daher gezwungen sind zu arbeiten.

Arbeitnehmer (Nicht-Besitzer von Produktionsmitteln), werden bei Wright anhand von zwei Merkmalen unterteilt: nach ihren Qualifikationsressourcen (Bildungsabschlüssen) und nach ihren organisatorische Ressourcen (Verfügungsgewalt über Material und Untergebene).

#### Goldthorpe-Klassenschema
Das häufig auch nur „Goldthorpe-Klassenschema“ genannte Schema nach Robert Erikson und John Goldthorpe ist mit Modifizierungen in der Soziologie, aber noch häufiger in der Marktforschung verbreitet. Die Begrifflichkeiten wie Schicht und Klasse haben heutzutage große Schnittmengen und müssen gemeinsam betrachtet, untersucht und gegeneinander wo möglich abgegrenzt werden. Dieses Klassenschema kann nach den Kriterien einiger Soziologen eher als Schichtungsschema mit milieubezogenen Merkmalen bezeichnet werden. Goldthorpe unterteilt die Bevölkerung in sieben Klassen (Schichten), die er teilweise noch feiner weiter untergliedert. Er unterscheidet seine Klassen anhand ihrer Einkommensquellen und ihrer Stellung im Wirtschaftsprozess.
Die Kategorien des Klassenschemas lauten:
1. obere und mittlere Ränge der Dienstklasse (= höhere und mittlere Ränge der akademischen Berufe, der Verwaltungs- und Managementberufe; Großunternehmer)
2. niedrige Ränge der Dienstklasse
3. nicht-manuelle Berufe mit Routinetätigkeiten (vor allem Büroberufe, auch Verkaufsberufe)
4. Selbständige mit 2–49 Mitarbeitern
5. Kleine Selbständige mit 1 Mitarbeiter oder allein
6. Selbständige Landwirte
7. Techniker; Aufsichtskräfte der Beschäftigten im manuellen Bereich (Vorarbeiter, Meister)
8. Facharbeiter
9. un- und angelernte Arbeiter
10. Landarbeiter
11. Abspaltung von Klasse 3: Berufe ohne jegliche bürokratische Einbindung.

Dieses Messkriterium hat den Vorteil, dass es für empirische Marktforschung einfach zu operationalisieren ist. Da bei ihm auch die oberste Klasse als „Dienstklasse“ bezeichnet wird, fehlt ihm jedoch die für Massenmärkte unbedeutende Spitzenklasse, die empirisch auch in der Soziologie sehr schwer zu erforschen ist, jedoch in einer umfassenden Sozialstrukturanalyse nie fehlen darf: sehr reiche Selbständige (the super-rich), Spitzenpolitiker, Kirchenoberhäupter, Vertreter von Medien und Wissenschaft, die so genannte Elite. Soziologisch ist das Goldthorpsche Schema daher unvollständig, kann aber je nach Fragestellung ergänzt werden.
Hier sei darüber hinaus auf das ähnlich nach Konsumentengruppierungen operierende Klassenmodell nach Engel, Blackwell und Kollat verwiesen, das auch die Oberschichten berücksichtigt.
Die Verwendung eines modifizierten Goldthorpe-Schemas spielte eine Rolle bei Untersuchungen zum Individualisierungstheorem, denen zufolge der prägende Einfluss der Sozialstruktur auf Problemlagen, Interessen und Verhaltenstendenzen schwindet. Der Soziologe Walter Müller hat dagegen am Beispiel des Wahlverhaltens gezeigt, dass eine Aufspaltung der Dienstklasse in administrative Dienstklasse, soziale Dienste und Experten zu Ergebnissen führt, die diesen Aspekt des Individualisierungstheorems in Zweifel ziehen lassen.

### Soziales Milieu
Als Soziales Milieu wird nach Émile Durkheim die soziale Umgebung beschrieben, in der ein Individuum aufwächst und lebt. Durkheim unterscheidet zwischen innerem und äußerem sozialen Milieu. Rainer Lepsius hat den Begriff später aufgegriffen um Wahlverhalten zu erklären, er unterscheidet innerhalb der Weimarer Republik drei große sozialmoralische Milieus, in welchen die Personen „von der Wiege bis zur Bahre“ umgeben waren, nämlich
- das liberal-protestantische Milieu
- das sozialdemokratische Milieu
- das katholische Milieu

Nach Pierre Bourdieu gibt es drei große Klassenlagen: das Großbürgertum/Bourgeoisie, das Kleinbürgertum und die Arbeiterschaft. Diese verteilen sich im sozialen Raum entlang einer „vertikalen“ Achse, auf der mehr oder weniger die Herrschaftsverhältnisse abgebildet sind. Die Klassen differieren unter anderem durch das Distinktionsvermögen ihrer Angehörigen.
Innerhalb der einzelnen Klassen unterscheidet Bourdieu – auf einer „horizontalen“ Achse – Klassenfraktionen mit einer je spezifischen Position und symbolischen Auseinandersetzungen im Raum der Lebensstile, etwa das Besitzbürgertum (Unternehmer; an Tradition und Luxus orientiert), die neue Bourgeoisie (leitende Angestellte; an Fortschritt orientiert) und das Bildungsbürgertum (Intellektuelle, Lehrkräfte an Universitäten; an Bohème oder – erzwungener – Askese orientiert). Die einzelnen Klassenfraktionen grenzt Bourdieu anhand der Struktur ihres gesamten Kapitals gegeneinander ab. Dabei unterscheidet Bourdieu ökonomisches Kapital von kulturellem Kapital, sozialem Kapital und symbolischem Kapital. So ist etwa beim Bildungsbürgertum ein hohes „kulturelles Kapital“, aber nur ein relativ gering ausgeprägtes „ökonomisches Kapital“ vorzufinden. Die verschiedenen Klassenfraktionen werden zum Teil auch als Milieus bezeichnet.
Die Bedingungen der sozialen Lage, also der Verortung im sozialen Raum, determinieren einen jeweils unterschiedlichen „Habitus“, während die Handlungsstrategien einen gewissen individuellen Freiheitsspielraum bieten. Der Habitus prägt den spezifischen Geschmack, aber auch die Praxisformen, also die jeweils ausgeübten und präferierten sozialen Praktiken (d. h.: den Lebensstil). Zugleich ermöglicht der Habitus eine Unterscheidung zwischen der Eigengruppe und Fremdgruppen. Der je nach Klasse und Klassenfraktion unterschiedliche Lebensstil wurde von Bourdieu in einer umfangreichen Untersuchung vor allem der Konsumverhältnisse im Frankreich der 1960er und 70er Jahre empirisch bestätigt Die feinen Unterschiede.
Eine Weiterentwicklung des bourdieuschen Modells der sozialen Gliederung der Gesellschaft findet sich in der Milieutheorie, wie sie von Michael Vester und anderen verwendet wird.

### Soziale Lage und Lebensstil
In der Lebensstil- und Ungleichheitsforschung wurde in den 1980er Jahren der Milieu-Begriff ausdifferenziert und eine Unterscheidung zwischen sozialer Lage, Lebenszielen und Lebensstilen getroffen, die Handlungsmuster zur Erreichung von Lebenszielen beschreiben. Der „Milieu“-Begriff geht davon aus, dass der Lebensstil von Menschen nicht nur auf Grund äußerer Umstände, sondern auch von inneren Werthaltungen geprägt wird. Der Begriff „soziales Milieu“ bezieht sich damit auf Gruppen von Individuen mit ähnlichen Lebenszielen und Lebensstilen und umfasst Mentalität und Gesinnung der Personen. Durch die zunehmende Pluralisierung der Gesellschaften und die Individualisierung der Lebensstile wird die vormals enge Verknüpfung zwischen sozialer Lage und Milieus gelockert, auch wenn soziale Milieus weiterhin nach Status und Einkommen hierarchisch eingeordnet werden können.

### Ethnologie: Verwandtschaft und Heirat
Die Ethnosoziologie, ein fächerübergreifender Bereich der Ethnologie (Völkerkunde), hat für die weltweit 1300 ethnischen Gruppen und indigenen Völker andere Begriffe und Konzepte zur Beschreibung und Analyse ihrer sozialen Organisationsformen herausgearbeitet, vor allem soziale Abstammungsregeln (Deszendenz) und Heiratsregeln mit entsprechenden ehelichen Wohnsitzregeln (Residenz).
Die Sozialstrukturen der meisten ethnischen Gruppen werden von Verwandtschaftsgruppierungen wie Wildbeuter-Horden (Jäger, Fischer und Sammler), Lineages (Abstammungsgruppen), Clans (mythische Abstammungsgruppen), Phratrien (Clan-Verbände) oder Moieties (gesellschaftliche Erblinien) gebildet. Diese können als gleichartige und gleichrangige Segmente (Teile) in der Form einer segmentären Gesellschaft zusammenwirken, einige davon gänzlich ohne Herrschaft (siehe dazu auch ethnologische Gesellschaftsmodelle). Daneben gibt es Abstufungen in der Komplexheit von sozialen und politischen Organisationsweisen, beispielsweise bei Stammesgesellschaften oder Häuptlingstümern, bis hin zur Staatenbildung. Oft wird eine heutige Sozialstrukturanalyse von ethnischen Gesellschaften durch ihre Beeinflussung seitens moderner Staaten und der Globalisierung erschwert.

### Kasten
Die Bezeichnung „Kaste“ wird in erster Linie mit einem aus Indien bekannten sozialen Phänomen assoziiert. Der soziologische Bezug wird durch die lebenspraktischen Auswirkungen auf formelle Umgangsrestriktionen deutlich. Der Begriff wird aber auch umgangssprachlich oder soziologisch allgemein benutzt und auf einzelne Gruppierungen anderer und sogar moderner Gesellschaften angewandt. Eine bedeutende Rolle beim „Kasten“-Begriff spielt hier seine hohe, da auch religiös verfestigte Starrheit (vgl. Soziale Mobilität), die noch diejenige der Ständeordnung übertrifft. Doch ist auch hier sozialer Aufstieg möglich (oft durch Aufspaltung einer Kaste), was in der indischen Soziologie als sanscritization bezeichnet wird.
Auch die Kastenzugehörigkeit des Individuums wird, ähnlich der Ständeordnung durch die Geburt bestimmt, wobei Ein- oder Austritt theoretisch ebenfalls nicht möglich sind (es sei denn, man verließe die hinduistische Traditionen durch Bekenntnis beispielsweise zu den Sikh oder anderen). Die soziale Mobilität innerhalb der Kasten ist tatsächlich jedoch existent. So kann in der Praxis ein Mitglied aus seiner Kaste ausgeschlossen werden, was in etwa der mittelalterlichen Exkommunikation im christlichen Abendland entspricht. Ebenso sinkt ein Mitglied in die Kaste eines niedrigeren Ehepartners ab, und zwar unabhängig davon, ob es sich um den Mann oder die Frau handelt.
Das Kastenwesen ist insbesondere in Indien, in Sri Lanka, in Nepal und auf Bali, aber auch bei den kurdischen Jesiden verbreitet. Vorwiegend durch Kasten geprägte Gesellschaften sind zudem bei einigen Stämmen im übertragenen Sinne anzunehmen, in der Neuzeit sonst nicht mehr vorhanden. Doch können auch in nach sozialen Schichten und Funktionen reich untergliederten und sehr durchlässigen (mobilen) Gesellschaften einzelne Gruppierungen dennoch ausgeprägte „Kasten“-Züge aufweisen (wie im Klerus, im Offiziersstand, als Kader einer kommunistischen Diktatur). Sie werden dann meistens als andere soziale Muster ausgedeutet.

### Stände
Die mittelalterliche und frühneuzeitliche Gesellschaft Europas gliederte sich in mehrere Stände.
Verbreitet war die Drei-Stände-Ordnung, wie sie insbesondere für Frankreich charakteristisch war:
- Der 1. Stand umfasste die Gruppe aller Geistlichen, d. h. Angehörige der hohen Geistlichkeit wie des niederen Klerus.
- Im 2. Stand wurde der Adel zusammengefasst. Auch hier spielte es keine Rolle, ob man dem Hochadel oder etwa dem – auch nicht selten armen – Land- oder Briefadel angehörte.
- Der 3. Stand umfasste nominell alle Stadtbürger, gelegentlich auch die freien Bauern, jedoch nicht den ‚Rest‘ der Bevölkerung.

Denn unterhalb der Stände gab es sehr kopfreiche unterständische Gruppierungen der halb- und unfreien Bauern, des Haus-, Hof-, Klostergesindes, die unehrlichen Berufe (die Müller), das Fahrende Volk, Verarmte, Entlaufene, abgedankte Söldner und Räuber; auch Minderheitenangehörige (Juden, Roma und Sinti).
Gelegentlich waren auch die Bauern standfähig (Schweden, Tirol), in den Großbauernrepubliken Ostfriesland und Dithmarschen sogar herrschender Stand, doch war in Mitteleuropa nach dem Bauernkrieg von 1525 ihre Entrechtung nicht mehr aufzuhalten.
Das ständische System galt den Menschen des Mittelalters und der frühen Neuzeit als feste gottgegebene Ordnung, in der jeder seinen unveränderlichen Platz habe. In seinen Stand wurde man hinein geboren. Ehelosigkeit und mangelnde direkte Erbfolge öffneten den ersten Stand zwar stark für Angehörige des zweiten, in beschränktem Umfang auch für Andere. Ein Aufstieg in den zweiten Stand war in der Regel aber nicht möglich.  Verdienst oder Reichtum hatten insgesamt nur wenig Einfluss darauf, welchem Stand man angehörte. So konnte etwa ein Bürger, der als Kaufmann zu großem Vermögen gekommen war, wesentlich reicher sein als ein armer Adeliger. Das ständische System ist somit ein relativ statisches Gesellschaftsmodell. Nicht von ungefähr haben statisch und status, das lateinische Wort für „Stand“, dieselbe etymologische Herkunft.
Die politisch berechtigten Stände (oder Landstände) waren eng mit den gesellschaftlichen Ständen verknüpft, ja letztere waren die Voraussetzung für deren Existenz. Die politische und militärische Macht konzentrierte sich im Mittelalter keineswegs in der Hand des Landesherren bzw. Königs. Vielmehr war dieser bei seiner Herrschaft auf die Mitwirkung der gesellschaftlichen Eliten („Vasallen“) angewiesen. Zunächst brauchte er die militärische Leistung seiner adeligen Vasallen, dann finanzielle Abgaben, die er aber nur mit Zustimmung der Grundherren – also den Adeligen oder den Klöstern und Stiftern – erheben lassen konnte. Der Höhepunkt ständischer Macht lag in den meisten europäischen Ländern in der Zeit vom 15. bis zum 17. Jahrhundert. In manchen evangelisch gewordenen Territorien verschwanden die Klöster und Stifte im Laufe des 16. Jahrhunderts aus dem ständischen System, in anderen (so in Württemberg) nahmen evangelische Prälaten die Rechte ihrer katholischen Vorgänger wahr.

## Datenquellen
Eine Analyse der Sozialstruktur bedient sich häufig der Daten aus der demografisch und statistisch orientierten Bevölkerungsstruktur und der volkswirtschaftlich orientierten Wirtschaftsstruktur. Sie sind für die Querverbindungen zwischen Soziologie, Verwaltung und den Wirtschaftswissenschaften wichtig. Doch werden dort andere Daten nach anderen Merkmalen, unter anderen rechtlichen Voraussetzungen und für andere Zwecke als die der soziologische Analyse erhoben und präsentiert.

### Deutschland
Ein Beispiel der amtlichen Quellen ist der seit 1975 erhobene Mikrozensus, der eine 1-prozentige Flächenstichprobe Deutschlands darstellt und damit die größte Repräsentativstatistik über Bevölkerung und Arbeitsmarkt bietet.
Neben den amtlichen Daten gibt es jedoch auch eine Vielzahl an weiteren großflächigen Erhebungen zur allgemeinen Sozialstruktur in Deutschland. Seit 1980 wird im Zweijahresabstand die Allgemeine Bevölkerungsumfrage der Sozialwissenschaften (kurz ALLBUS) erhoben, eine Querschnittsbefragung, die eine Zeitreihenanalyse von detaillierten demographischen Merkmalen ermöglicht. Mit dem Sozio-ökonomischen Panel (kurz SOEP) werden seit 1984 jährlich die Zusammensetzungen der Haushalte der Stichprobe erhoben.